# Ivan Sag
Ivan A. Sag (* 9. November 1949 in Alliance, Ohio; † 10. September 2013) war ein US-amerikanischer Linguist. Er war als Professor der Linguistik an der Stanford University tätig.
Mit Carl Pollard schrieb er mehrere Bücher, die die als Head-driven Phrase Structure Grammar (HPSG) bezeichnete Grammatiktheorie einführen und entwickeln. Er war auch schon an Arbeiten zur Generalized Phrase Structure Grammar (GPSG), dem unmittelbaren Vorgänger der HPSG, beteiligt gewesen. Sag schrieb zahlreiche Artikel über Probleme linguistischer Theorien und Analysen.
Ivan Sags Forschungsinteresse umfasste long-distance dependencies (Fernabhängigkeiten) und wh-movement, das englische Auxiliarsystem, diverse Fragen zur Syntax/Semantik-Schnittstelle und die Beziehung zwischen Syntaxtheorie und Sprachverarbeitung. Aktuelle Arbeiten von ihm integrieren Ideen der Konstruktionsgrammatik in die HPSG.
Sag erhielt seinen Doktorgrad am MIT, wo er seine Dissertation über Ellipsen unter Betreuung von Noam Chomsky schrieb. Bereits zuvor erhielt er einen Master der University of Pennsylvania, wo er Indogermanistik, Sanskrit und Soziolinguistik studierte, und einen Bachelor der University of Rochester.
Seit 2007 ist er Mitglied der American Academy of Arts and Sciences.

## Schriften (Auswahl)
- Deletion and Logical Form. Indiana University Linguistics Club, Bloomington IN 1977, (Zugleich: Cambridge MA, Massachusetts Institute of Technology, Dissertation, 1976).
- mit Gerald Gazdar, Ewan Klein, Geoffrey K. Pullum: Generalized Phrase Structure Grammar. Blackwell, Oxford 1985, ISBN 0-631-13206-6.
- mit Gerald Gazdar, Thomas Wasow, Steven Weisler: Coordination and How to Distinguish Categories. In: Natural Language & Linguistic Theory. Bd. 3, Nr. 2, 1985, ISSN 0167-806X, S. 117–171, JSTOR:4047644.
- mit Carl Pollard: Information-based Syntax and Semantics. Band 1: Fundamentals (= CSLI Lecture Notes. 13). CSLI Publications, Menlo Park CA u. a. 1987, ISBN 0-937073-24-5.
- mit Carl Pollard: Anaphors in English and the Scope of Binding Theory. In: Linguistic Inquiry. Bd. 23, Nr. 2, 1992, ISSN 0024-3892, S. 261–303, JSTOR:4178768.
- mit Carl Pollard: Head-Driven Phrase Structure Grammar. The University of Chicago Press u. a., Chicago 1994, ISBN 0-226-67447-9.
- mit Geoffrey Nunberg, Thomas Wasow: Idioms. In: Language. Bd. 70, Nr. 3, 1994, ISSN 0097-8507, S. 491–538, JSTOR:416483.
- English Relative Clause Constructions. In: Journal of Linguistics. Bd. 33, Nr. 2, 1997, ISSN 0022-2267, S. 431–483, JSTOR:4176423.
- mit Philip H. Miller: French Clitic Movement Without Clitics or Movement. In: Natural Language & Linguistic Theory. Bd. 15, Nr. 3, 1997, S. 573–639, JSTOR:4047813.
- mit Thomas Wasow: Syntactic Theory. A formal introduction (= CSLI Lecture Notes. 92). CSLI Publications, Stanford CA 1999, ISBN 1-57586-161-5 (mit Thomas Wasow, Emily M. Bender: Syntactic Theory. A formal introduction (= CSLI Lecture Notes. 152). 2nd edition. ebenda 2003, ISBN 1-57586-399-5).
- mit Jonathan Ginzburg: Interrogative Investigations. The form, meaning, and use of English Interrogatives (= CSLI Lecture Notes. 123). CSLI Publications, Stanford CA 2000, ISBN 1-575-86277-8.
- mit Gosse Bouma, Robert Malouf: Satisfying Constraints on Extraction and Adjunction. In: Natural Language & Linguistic Theory. Bd. 19, Nr. 1, 2002, S. 1–65, JSTOR:4047912.
- mit Jong-Bok Kim: Negation without Head-Movement. In: Natural Language & Linguistic Theory. Bd. 20, Nr. 2, 2002, S. 339–412, JSTOR:4048030.